# مگس‌های راهزن
مگس‌های راهزن(نام علمی: Asilidae) نام یک تیره از راسته مگس است.